# Legend of Grimrock
Legend of Grimrock (дословно с англ. — «Легенда Мрачной горы») — компьютерная ролевая игра, созданная финской инди-студией Almost Human. Дата выпуска игры — 11 апреля 2012 года.
Эта action-RPG, основанная на игре Dungeon Master 1987 года предлагает игроку исследование подземелий в режиме реального времени. Выпущенная первоначально для Microsoft Windows в апреле 2012 года, была портирована на OS X и Linux в декабре 2012 года, а также на iOS в мае 2015 года.
Legend of Grimrock — дебют финской независимой студии из четырёх человек, сформированной в феврале 2011 года, которая финансировала разработку игры из собственных средств. Продолжение, Legend of Grimrock 2, было выпущено в октябре 2014 года.
События Legend of Grimrock разворачиваются в оригинальной фэнтезийной вселенной. Главные герои игры — четверо заключённых, которые за неназванные преступления были отправлены в недра горы Гримрок. Для того чтобы заслужить прощение осуждённые должны совершить то, что не удавалось ещё никому: пройти по подземельям от вершины горы до её подножья.

## Игровой процесс

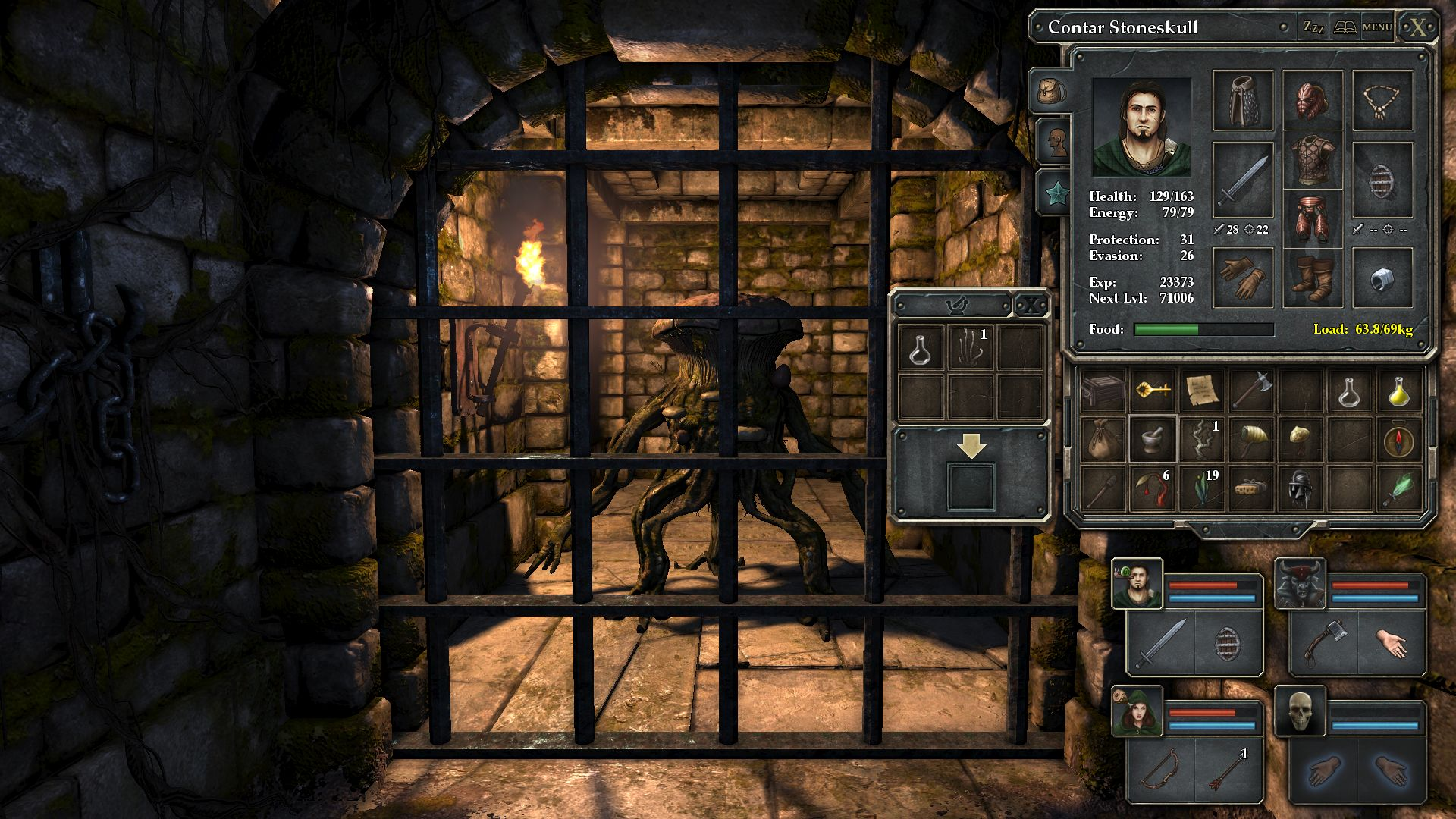
Скриншот игры

Ролевая игра от первого лица с движением по плиткам и игровой механикой в реальном времени. Игрок управляют группой от одного до четырех персонажей, которых он перемещает через трёхмерные локации, местность условно поделена на квадраты. Хотя игрок может озираться по сторонам, как в любой RPG-игре с открытым миром, в момент атаки или движения условная камера всегда направлена в одну из четырёх сторон. Стиль игры во многом вдохновлён популярными ролевыми играми 1990-х годов, таких как Dungeon Master и Eye of the Beholder.
Игровой процесс состоит из исследования локаций, решения головоломок и боевого режима. Персонажи в группе получают некоторый опыт за победу над существами в подземельях, что позволяет им повышать уровень и улучшать навыки, что в свою очередь повышает боевые способности и позволяет использовать новые заклинания, кроме того, новое более эффективное снаряжение можно получать и улучшать путём исследования и решения головоломок. Многие из самых сложных головоломок на протяжении всей игры задуманы как бонусы, не обязательные для прохождения уровня, но вознаграждающие ценными находками.
У игрока есть возможность включить т. н. «режим старой школы» при начале новой игры. В этом режиме интерактивная система карт игры отсутствует, что заставляет игрока полагаться исключительно на свою память, либо на собственные планы-зарисовки, что опять же отсылает к играм 1990-х годов. Специально для этой цели в цифровом руководстве к игре содержится специальная распечатанная таблица с сеткой.

## Сюжет
Группа заключённых прибывает на вершину горы в сопровождении вооруженных охранников на дирижабле. Преступники, осуждённые за неясные «преступления против короля», были приговорены к заключению в недра горы Мрачнокаменной, им предлагается собственными силами отыскать выход, после чего все их «злодеяния» будут оправданы. Тем не менее ни один заключенный, помилованный таким образом, так и не вернулся.
Оказавшись внутри горы, заключённые спускаются вниз по уровням, ведомые странным голосом, который они слышат во сне, который обещает, что путь наружу и для него, и для всей группы ждёт внизу горы, в подземельях. Герои также иногда находят записки от предыдущего местного странника по имени Тоорум, который помимо подсказок к определённым головоломкам и скрытых тайников со снаряжением, рассказывает о своём опыте путешествий и особенностях подземелий, о странных землетрясениях, периодически сотрясающих гору.
В конце концов группа достигает нижнего уровня, обозначенного как «Тюрьма». Внутри источник голоса направляет героев, чтобы восстановить некую сломанную машину, которая активирует портал из темницы, однако после нахождения запчастей и ремонта выясняется, что источником голоса является сама машина, которая предстаёт перед героями как гигантский механический заводной куб, сразу же атакующий партию. Оружие героев не может причинить вреда машине, и, спасаясь от преследования через портал, группа находит могилу строителей системы подземелий, они оставили после себя свитки, объясняющие цель строительства тюрьмы со специально спроектированной машиной, которую они называют «Бессмертной». В гробнице также спрятано специальное орудие, предназначенное для использования в случае возможного побега «Бессмертного механизма» из заключения.
Используя найденное оружие, которое временно оглушает машину, герои разбирают механизм-палача на части, которые они же недавно и использовали для ремонта, после чего наносят ему смертельный удар, используя заклинания молнии. В конце концов механизм взрывается и разваливается, вызывая очередное землетрясение. Последние сцены показывают героев, бегущих по каменному коридору подземелья, прежде чем луч бледно-голубого света устремляется с горы Гримрок, поднимаясь в небо. В заключении показано, что гигантский кратер — это всё, что осталось от горы. Окончательная судьба заключённых остаётся неизвестной.

## Оценки и отзывы
| Сводный рейтинг       | Сводный рейтинг           |
| Агрегатор             | Оценка                    |
| --------------------- | ------------------------- |
| GameRankings          | 81,34 %                   |
| Metacritic            | 82/100 (49 рецензий) (PC) |
| Иноязычные издания    |                           |
| Издание               | Оценка                    |
| Edge                  | 7/10                      |
| Game Informer         | 7,25                      |
| GameSpy               | 90/100                    |
| IGN                   | 8,5/10                    |
| PC Games (Germany)    | 82 %                      |
| Русскоязычные издания |                           |
| Издание               | Оценка                    |
| Absolute Games        | 84                        |
| PlayGround.ru         | 9,0                       |
| «Игромания»           | 7,0                       |

Игра в целом была хорошо принята как критиками, так и игроками, получив средний балл 84 на Metacritic от пятидесяти одного обзорщика.
В начале 2013 года стало известно, что количество проданных копий Legend of Grimrock превысило 600 000.
Летом 2018 года, благодаря уязвимости в защите Steam Web API, стало известно, что точное количество пользователей сервиса Steam, которые играли в игру хотя бы один раз, составляет 762 137 человек.

## Продолжение
Изначально в планах Almost Human было создание дополнения для первой части игры, однако от него было решено отказаться в пользу полноценной второй части. По словам самих разработчиков, все материалы, созданные для предполагаемого дополнения, войдут в Legend of Grimrock 2.